# Rundbladet katost
Rundbladet katost (Malva neglecta) er en enårig eller sjældnere flerårig, urteagtig plante med en nedliggende til opstigende vækst. Den har en 15-50 cm lang stængel. Den vokser langs veje og ved bebyggelse.

## Beskrivelse
Stænglen er furet og håret, og den bærer bladene spredtstillet. De er runde med rundtakket rand og kruset overflade. Oversiden er mørkt grågrøn, mens undersiden er en anelse lysere. Begge bladsider er tæt hårede.
Blomstringen sker i juni-september, hvor man finder blomsterne sidde i små bundter fra bladhjørnerne. De enkelte blomster er regelmæssige med dybt udrandede, bleglilla til lyserøde kronblade med mørkere striber. Frugterne er spaltefrugter.
Rodnettet er kraftigt med vidt udbredte hovedrødder.
Højde x bredde og årlig tilvækst: 0,25 x 0,50 m (25 x 50 cm/år).

## Voksested
Arten er udbredt i Nordafrika, Mellemøsten, Lilleasien, Kaukasus, Centralasien, Himalaya, Kina og det meste af Europa. I Danmark findes den spredt over det meste af landet, omend sjældent i Vestjylland. Planten foretrækker et voksested i fuld sol og med en middelfugtig jord, der har et højt kvælstofindhold. Derfor ses den langs veje, på ruderater og byggepladser.
I de grå klitter ved Dueodde på Bornholm findes arten sammen med bl.a. aftenpragtstjerne, alm. brunelle, cikorie , draphavre, alm. engelsød, alm. knopurt, slangehoved, sæbeurt, bugtet kløver, gul fladbælg, klitfladbælg, krybende potentil, liden klokke, lægeoksetunge, markkrageklo, nikkende limurt, rød svingel, smalbladet timian, stor knopurt, sølvpotentil og vild løg
| Portal | Portal:Botanik |

## Note
1. ↑  Anonym: NATURA 2000-basisanalyse for Habitatområde nr. 164: Dueodde